# Demoticus amorphus
Demoticus amorphus là một loài ruồi trong họ Tachinidae.